# Brievenbus

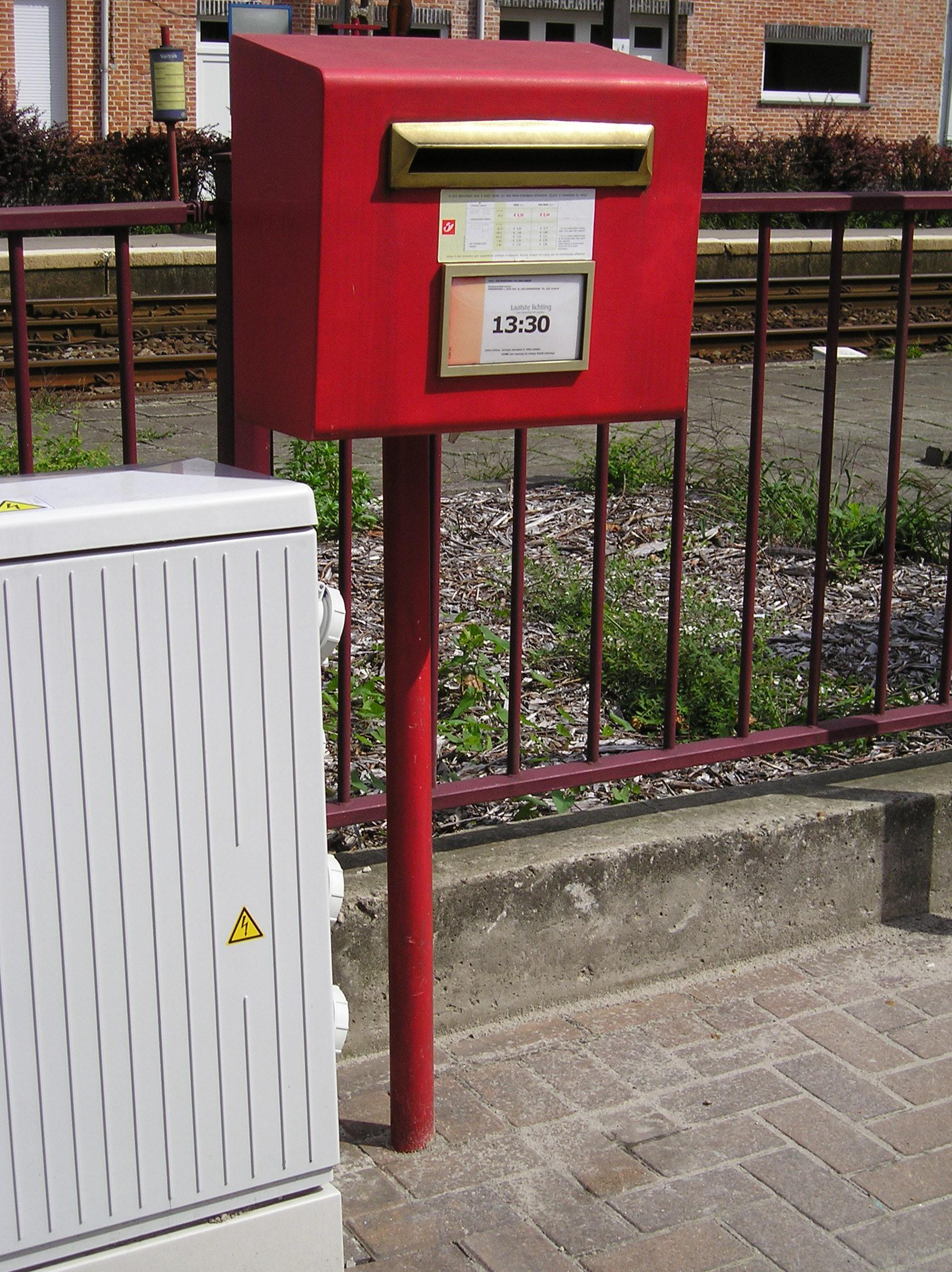
Brievenbus voor het versturen van post in België

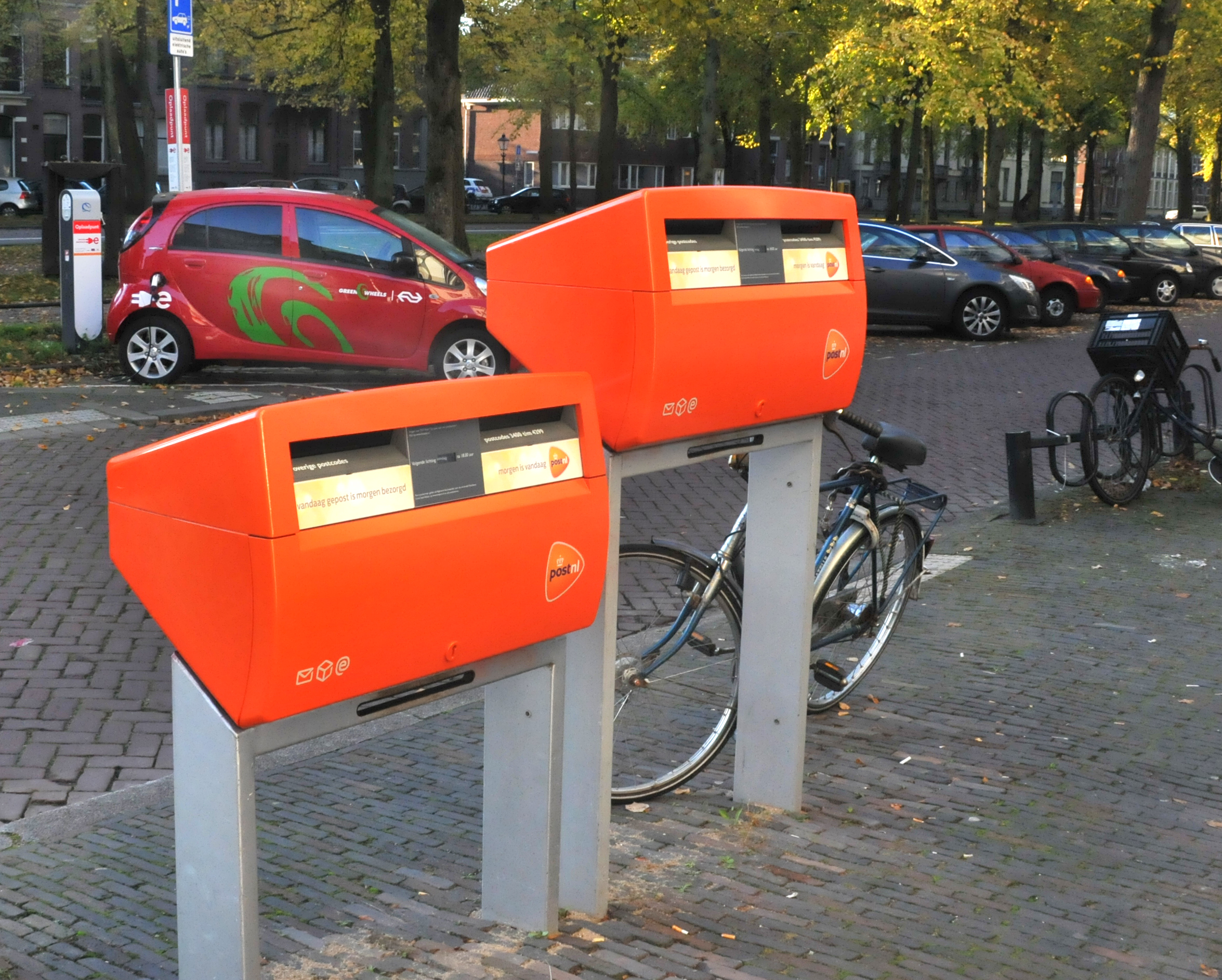
Oranje brievenbussen van PostNL in Nederland

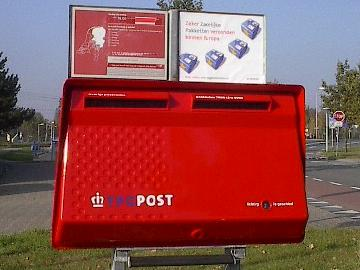
Rode brievenbus van het voormalige TPG Post

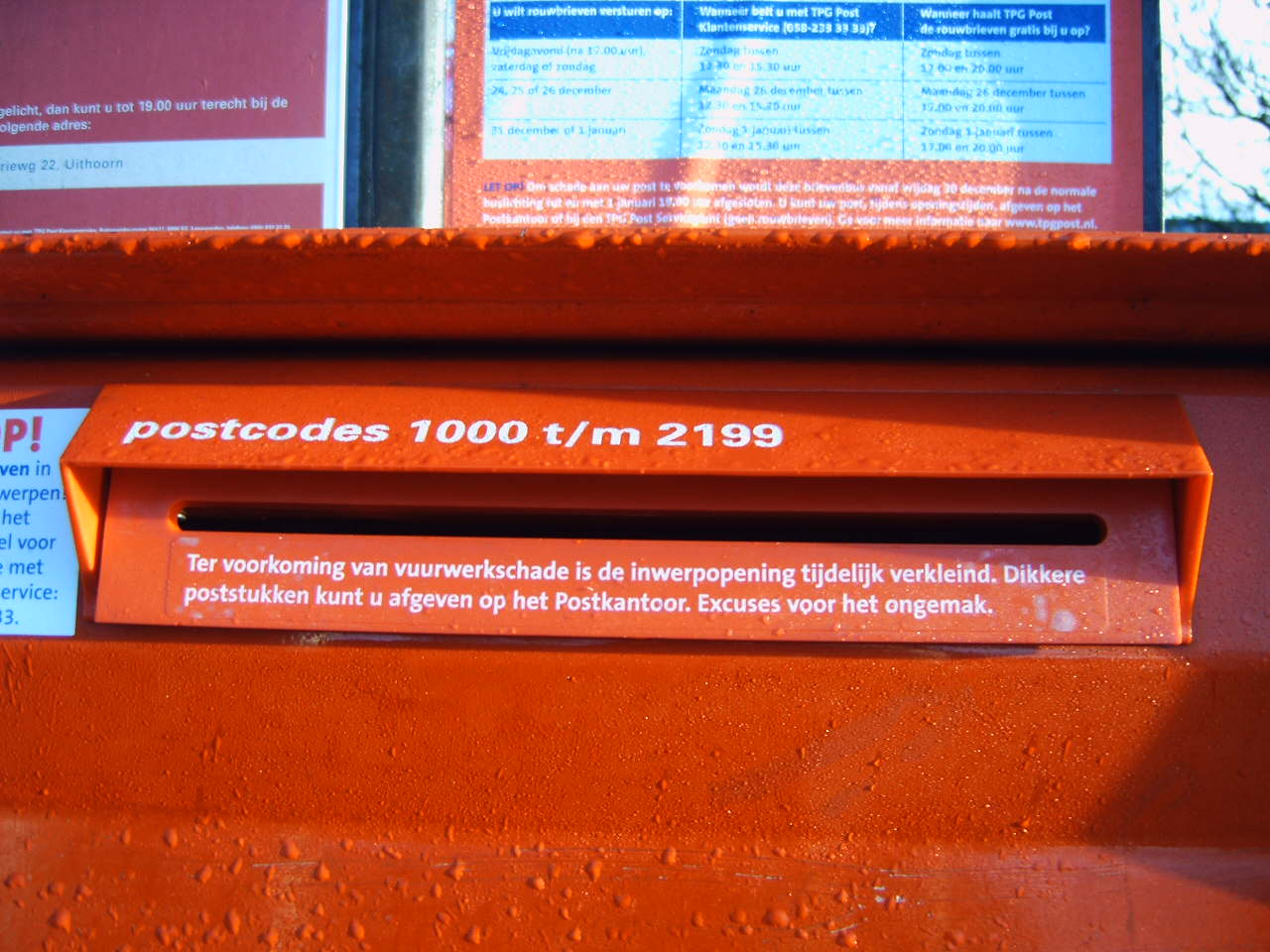
Vuurwerkpreventie in Nederland

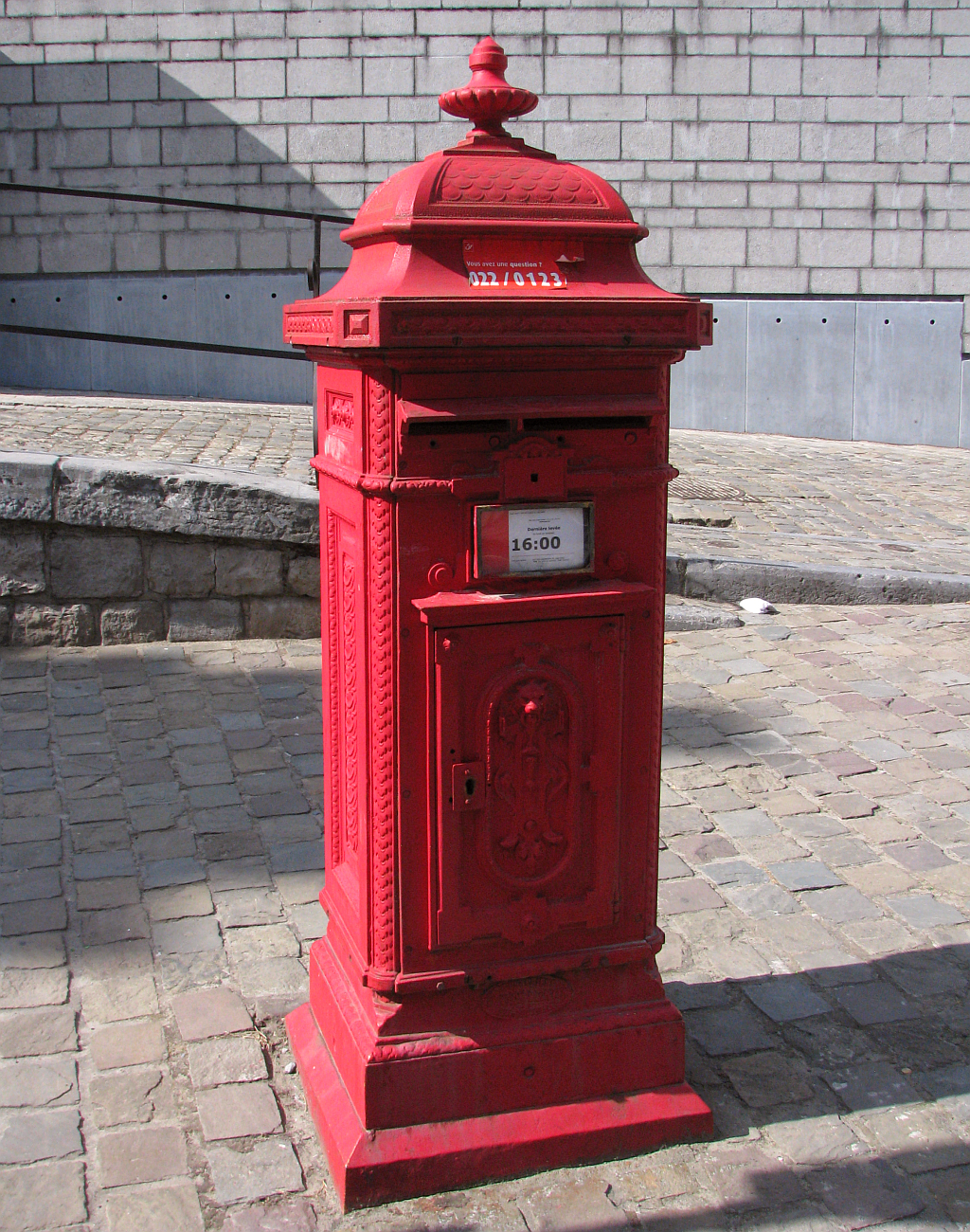
Vrijstaande brievenbus in Bergen, België

Een brievenbus is een kast met een kleine opening waardoor brieven en kleine voorwerpen gedeponeerd kunnen worden. De kast is meestal afgesloten en kan door de sleutelhouder geopend worden. Er bestaan brievenbussen voor uiteenlopende doelen:
- langs de openbare weg voor het versturen van post
- bij woningen voor het ontvangen van post

en verder:
- bij banken (voor overmaakformulieren)
- bij apotheken (voor recepten en declaraties)
- bij verenigingen om mededelingen en deelnameformulieren in te doen
- bij bedrijven of instellingen is er soms een ideeënbus die door personeel en klanten wordt gebruikt voor ideeën aan de bedrijfsleiding.

Binnen bedrijven zijn meestal postvakken aanwezig waar men de ontvangen post inlegt voor interne distributie.

## Nederland

### Openbare brievenbussen (voor verzending)
PostNL heeft ongeveer 10.000 brievenbussen in Nederland. Ze zijn oranje en hebben meestal twee vakken met elk een inwerpgleuf; daarvoor waren ze grijs gekleurd.
Zijn er twee gleuven (tweelingbrievenbus) dan dient de een voor plaatselijke post en de ander voor de rest van het land en het buitenland. Oorspronkelijk was de linker gleuf bedoeld voor de eigen woonplaats. Omdat de meeste post een interlokale bestemming heeft, is het rechter vak groter (wat van buitenaf niet te zien is). De plaatselijke post is geleidelijk uitgebreid naar een meer regionaal karakter.
De meeste brievenbussen worden op werkdagen minimaal eenmaal per dag geleegd ("gelicht"). Op zaterdag en zondag worden ze niet geleegd. Op de brievenbus bevindt zich een lichtingsindicator waaraan men kan zien wanneer de bus voor het laatst gelicht is en wanneer de volgende keer is. Het gebruikelijke tijdstip van de lichting is na 17.00 of 18.00 uur, bij sommige brievenbussen na 19.00 uur. Op de Waddeneilanden is het tijdstip van de lichting afhankelijk van de vertrektijd van de boot.
Vanaf eind november vernauwt PostNL de inworpgleuven om zo vandalisme met vuurwerk tegen te gaan. Door het ontsteken van vuurwerk in de brievenbus werd er aan de brievenbussen en de ingeworpen post jaarlijks schade aangebracht. Rond de jaarwisseling wordt bij veel brievenbussen de inworpgleuven helemaal afgesloten, of de brievenbus weggehaald.
Niet alleen bij de postbedrijven zijn er brievenbussen. Zo had de Amsterdamse gemeentegiro tot 1979 eigen blauwe brievenbussen voor het verzenden van betaalopdrachten.
Bij het invoeren van de vermogensbelasting in 1893 werden speciaal voor de aangifte door het land overal aparte brievenbussen geplaatst.

### Particuliere brievenbussen (voor ontvangen)
In Nederland zijn er ongeveer 8.328.762 postale afgiftepunten (jan. 2010). Daarvoor zijn er particuliere brievenbussen bij bijna elke woning. De onechte brievenbussen (zie volgende alinea) zijn hierin meegeteld.
Veel woningen hebben eigenlijk geen echte brievenbus. Wat men de brievenbus noemt is niet meer dan een gleuf in (of naast) de voordeur. De post valt op de grond. Om tocht te weren is voor de gleuf vaak een briefplaat met een tuimelklep bevestigd, soms voorzien van een borstel. Oudere woningen hebben achter de gleuf nog wel een brievenbus.
Om aan te geven dat de post wordt bezorgd, zegt men wel "de post valt op de mat". Hierbij wordt gedacht aan zo'n woning zonder echte brievenbus, waarbij de vloermat achter de voordeur ligt.
Bij flatgebouwen vindt men meestal een rij brievenbussen naast de gemeenschappelijke toegangsdeur of in de toegangshal en dat zijn natuurlijk wel echte brievenbussen. De bewoners hebben er een sleutel van. Dergelijke brievenbussen vindt men ook bij woningen of appartementcomplexen die zijn voorzien van een toegangshek. Deze bevinden zich dan naast het hek.
Voorheen werd de post door de PTT overal bezorgd, zelfs als men woonde op een eiland dat alleen per roeiboot bereikbaar was. Sinds de jaren 70 gelden er voor brievenbussen bij woningen en kantoren allerlei regels, zoals bereikbaarheid en afmetingen. Een brievenbus mag niet meer dan 10 m van de openbare weg verwijderd zijn (dit geldt niet voor flatgebouwen), moet bepaalde minimumafmetingen hebben (zie hieronder) en moet zich tussen 0,6 en 1,8 m hoogte bevinden. Deze regels zijn vastgelegd in de artikelen 5 en 6 van de Postregeling 2009.
Toen deze regels van kracht werden, kreeg iedereen die verder dan 10 meter van de openbare weg woonde gratis een groene buitenbus. Het gebruik hiervan is niet verplicht, men mag zelf een brievenbus maken of kopen, mits deze aan de voorschriften voldoet. De aanbevolen kleur is groen, waarmee men vermijdt dat buitenlanders een particuliere brievenbus voor een openbare aanzien.

### Afmetingen
De minimale afmetingen van de gleuf zijn in Nederland 265×32 mm. Het kastje moet minimaal 380 mm diep zijn.
Een poststuk dat past in de kleinst toegestane brievenbus, mag als buspost verzonden worden.
Een groter poststuk heet belpost en hiervoor geldt een hoger tarief, omdat de postbesteller moet aanbellen om het poststuk te bezorgen. De werkelijke afmetingen van de brievenbus van de geadresseerde zijn hierbij niet van belang.
Het postbedrijf mag weigeren een poststuk te bezorgen als er bij de geadresseerde geen goedgekeurde brievenbus is.
Op postkantoren vindt men een gleuf van de voorgeschreven afmetingen waarin men bij verzending kan controleren of een poststuk aan de maximale afmetingen voldoet,
Een brievenbusgleuf is te koop bij bouwmarkten en voldoet meestal precies aan de voorgeschreven afmetingen, hoewel de gleuf best groter mag zijn. Dergelijke brievenbusgleuven worden vaak gebruikt op kantoren om te controleren of poststukken in de brievenbus passen, zodat hiermee rekening kan worden gehouden bij het frankeren van de post. Op deze manier hoeven poststukken die niet in de brievenbus passen alleen nog maar afgegeven te worden bij het postkantoor, wat veel tijd scheelt.

### Producent
Sinds 1968 werden de openbare tweelingbrievenbussen door Philips geproduceerd. Sinds 1987 worden de openbare tweelingbrievenbussen door Hogro in Waalwijk geproduceerd en geassembleerd bij PTT-Contest, voorheen Centrale Werkplaatsen PTT.

## België
In België gelden sinds 2008 andere normen: de brievenbus moet voldoende groot zijn om een ongevouwen zending in C4-formaat (229×324 mm) met een dikte van 24 mm zonder beschadiging te ontvangen.

## Noord-Amerika

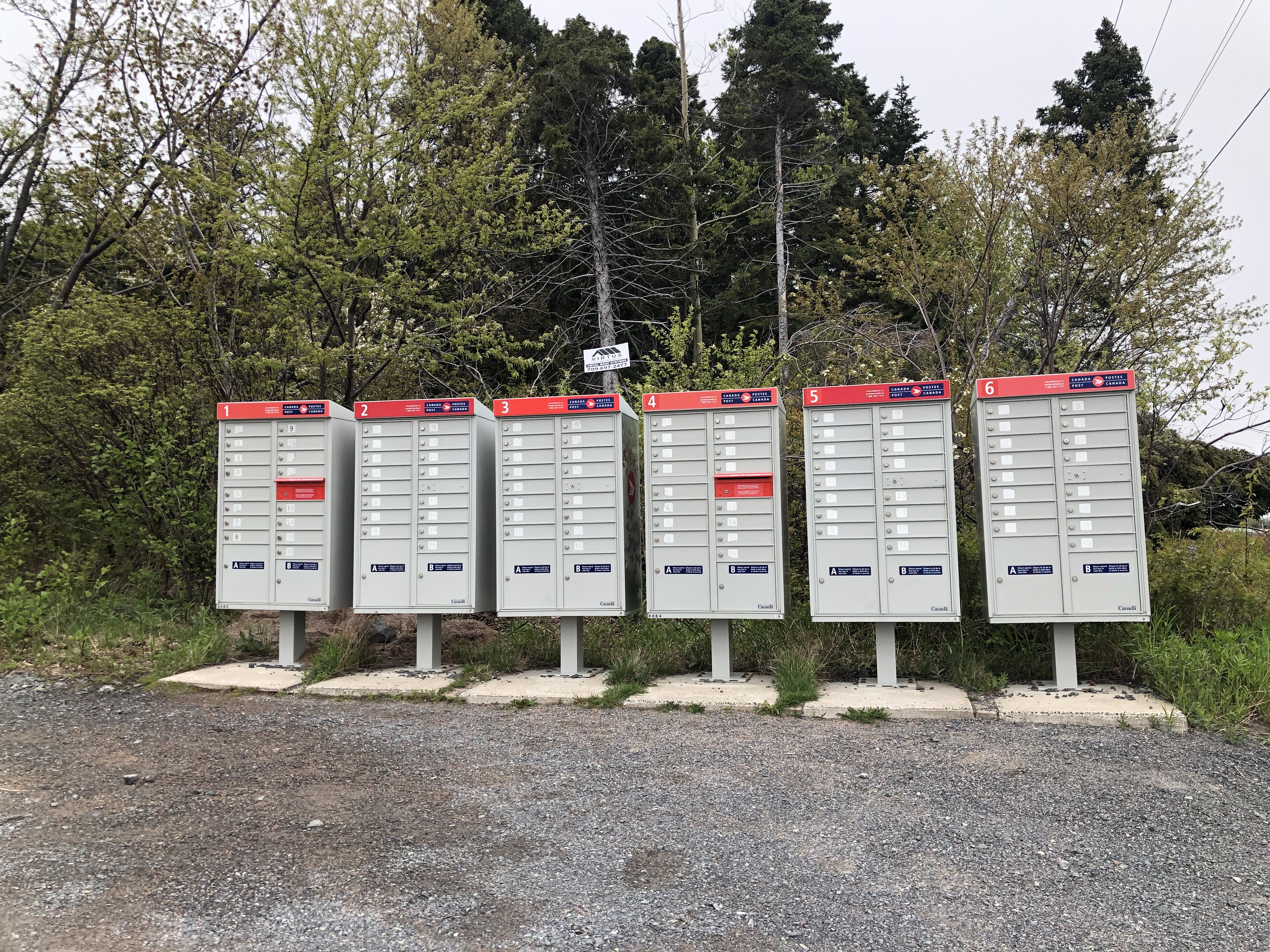
Voorbeeld van particuliere brievenbussen die op één plaats gegroepeerd zijn voor een volledig dorp (Princeton, Newfoundland, Canada).

In de Verenigde Staten en Canada is het in veel afgelegen gebieden zo dat de brievenbus bij woningen zowel voor het verzenden als ontvangen van post dient. Aan de brievenbus zit een vlaggetje; staat het vlaggetje omhoog, dan is dit een teken voor de postbode dat er post in de bus ligt die meegenomen moet worden.
In beide landen staan brievenbussen net als in Europa vaak gewoon aan de huizen, maar komt het daarnaast ook wel voor dat brievenbussen voor een hele buurt of dorp gegroepeerd worden op één locatie. Vaak zijn deze zo voorzien zodat deze vanuit de wagen kunnen geopend worden.
De meeste Amerikaanse brievenbussen zijn kleiner dan de Europese norm en dus bij Nederlandse woningen niet toegestaan.

## Trivia
- De gleuf van een brievenbus wordt door de Nederlandse posterijen consequent 'inwerpopening' genoemd.
- In Amsterdam bij het GVB waren de meeste trams (achterop) en bussen (voorop) die het Stationsplein aandeden tot begin jaren 1970 voorzien van een rode brievenbus die door een PTT-beambte bij aankomst op het Stationsplein werd gelicht. Ook de bussen van het Gemeentelijk Vervoerbedrijf Groningen hadden tot die tijd een brievenbus.